# Hasta la vista (utwór muzyczny Rusłana Alachno)
Hasta la vista (biał. Daj mnie siłu) – utwór białoruskiego wokalisty Rusłana Alachny, napisany przez Tarasa Demchuka i Eleonorę Melnik, wydany w formie singla w 2008.
Utwór wygrał w finale programu EuroFest 2008, dzięki czemu reprezentował Białoruś podczas 53. Konkursu Piosenki Eurowizji w Belgradzie. 22 maja został zaprezentowany przez Alachnę w półfinale konkursu i zajął 17. miejsce, nie przechodząc do finału.

## Lista utworów
1. „Hasta la vista” (Original/Eurovision Version)
2. „Hasta la vista” (Eurovision Grand Mix)
3. „Hasta la vista” (Rio-Rio Mix)
4. „Hasta la vista” (Summer Sax House Mix)
5. „Hasta la vista” (Electro Breaks Mix)